# Пфальц-Лаутерн
Пфальц-Лаутерн, княжество Лаутерн (нем. Pfalz-Lautern, нем. Fürstentum Lautern) — 'государство в составе Священной Римской империи, существовавшее с 1576 по 1592 годы. Несмотря на последовавшее возвращение в состав курфюршества Пфальц, в институтах империи продолжало считаться независимым государством.

## История
Умерший в 1576 году курфюрст Пфальца Фридрих III Благочестивый завещал государство своему старшему сыну Людвигу VI, в то же время создав для младшего сына Иоганна Казимира Пфальц-Лаутерн.
В состав княжества входил оберамт Лаутерн. Столицей был Кайзерслаутерн, унтерамтами — Оттерберг, Роккенхаузен и Вольфштайн, существовали также суды Кюбельберга, Рамштайна, Штайнвендена, Вайлербаха, Морлаутерна, Нойкирхена, Альсенборна и Вальдфишбаха.
Людвиг VI перешёл в лютеранство, в то время как Иоганн Казимир сохранил верность кальвинизму. В качестве противовеса Гейдельбергскому университету он основал Высшую школу в Нойштадте (Казимирианум), куда привлёк изгнанных братом и отказавшихся признать формулу согласия преподавателей и студентов. Иоганн Казимир систематически селил переселенцев-протестантов из Голландии и Франции, что способствовало развитию экономики.
После смерти Людвига VI в 1583 году Иоганн Казимир был регентом Пфальца при несовершеннолетнем племяннике Фридрихе IV.

## Наследие
После смерти Иоганна Казимира, не оставившего сыновей, Пфальц-Лаутерн вернулся в состав Курпфальца. Вместе с княжеством Пфальц-Зиммерн оно перешло к Людвигу Филиппу в 1611 году, его наследник Людвиг Генрих Мориц не оставил потомства и в 1674 году владения вернулись курфюрсту Пфальца Карлу I Людвигу.
Княжество относилось к Верхнерейнскому округу, его правитель имел полный голос в рейхстаге и имперском совете князей даже после потери независимости из-за необходимости поддерживать баланс между католиками и протестантами. По состоянию на 1792 год голос принадлежал курфюрсту Баварии.
С 1798 по 1814 годы вместе с левым берегом Рейна территория принадлежала Франции (департамент Монт-Тоннер). С 1816 года — принадлежала королевству Бавария.